# بارسوكوفسكايا (ستافروبول)
بارسوكوفسكايا (بالروسية: Барсуковская) هي مدينة في مقاطعة ستافروبول كراي في روسيا.
يبلغ عدد سكانها حوالي 5375  نسمة.